# I Mastini
I Mastini è una collana di  narrativa poliziesca pubblicata dall'editore Marco Polillo.

## Elenco per numero
| N. | Titolo italiano                 | Autore             | Pubblicazione Polillo | Prima pubblicazione |
| -- | ------------------------------- | ------------------ | --------------------- | ------------------- |
| 1  | Bunny Lake è scomparsa          | Evelyn Piper       | 2010                  | 1957                |
| 2  | Mirage                          | Howard Fast        | 2010                  | 1952                |
| 3  | La morte arriva a piccoli passi | George H. Johnston | 2010                  | 1948                |
| 4  | Il passato si sconta sempre     | Ross Macdonald     | 2011                  | 1964                |
| 5  | Se muoio prima di svegliarmi    | Sherwood King      | 2011                  | 1938                |
| 6  | Delitto sul Mar Rosso           | Miles Tripp        | 2011                  | 1963                |
| 7  | Una rossa e 4 dentisti morti    | Henry Kane         | 2011                  | 1955                |
| 8  | Hotel omicidi                   | E. Howard Hunt     | 2011                  | 1961                |
| 9  | Lemmy Caution pericolo pubblico | Peter Cheyney      | 2011                  | 1936                |
| 10 | L'occhio indiscreto             | George Harmon Coxe | 2011                  | 1935                |
| 11 | Il sangue dell’orchidea         | J. H. Chase        | 2012                  | 1948                |
| 12 | Quando chiama una sconosciuta   | M. Millar          | 2012                  | 1955                |
| 13 | Il ragazzo senza storia         | Ross Macdonald     | 2012                  | 1959                |
| 14 | Una notte di natale a New York  | Henry Kane         | 2012                  | 1951                |
| 15 | Dormi bene, amore mio           | Hillary Waugh      | 2013                  | 1959                |
| 16 | La chiave inglese               | Frank Gruber       | 2013                  | 1940                |
| 17 | Il brivido blu                  | Ross Macdonald     | 2013                  | 1976                |
| 18 | La bella addormentata           | Ross Macdonald     | 2014                  | 1973                |